# Massachusetts historia

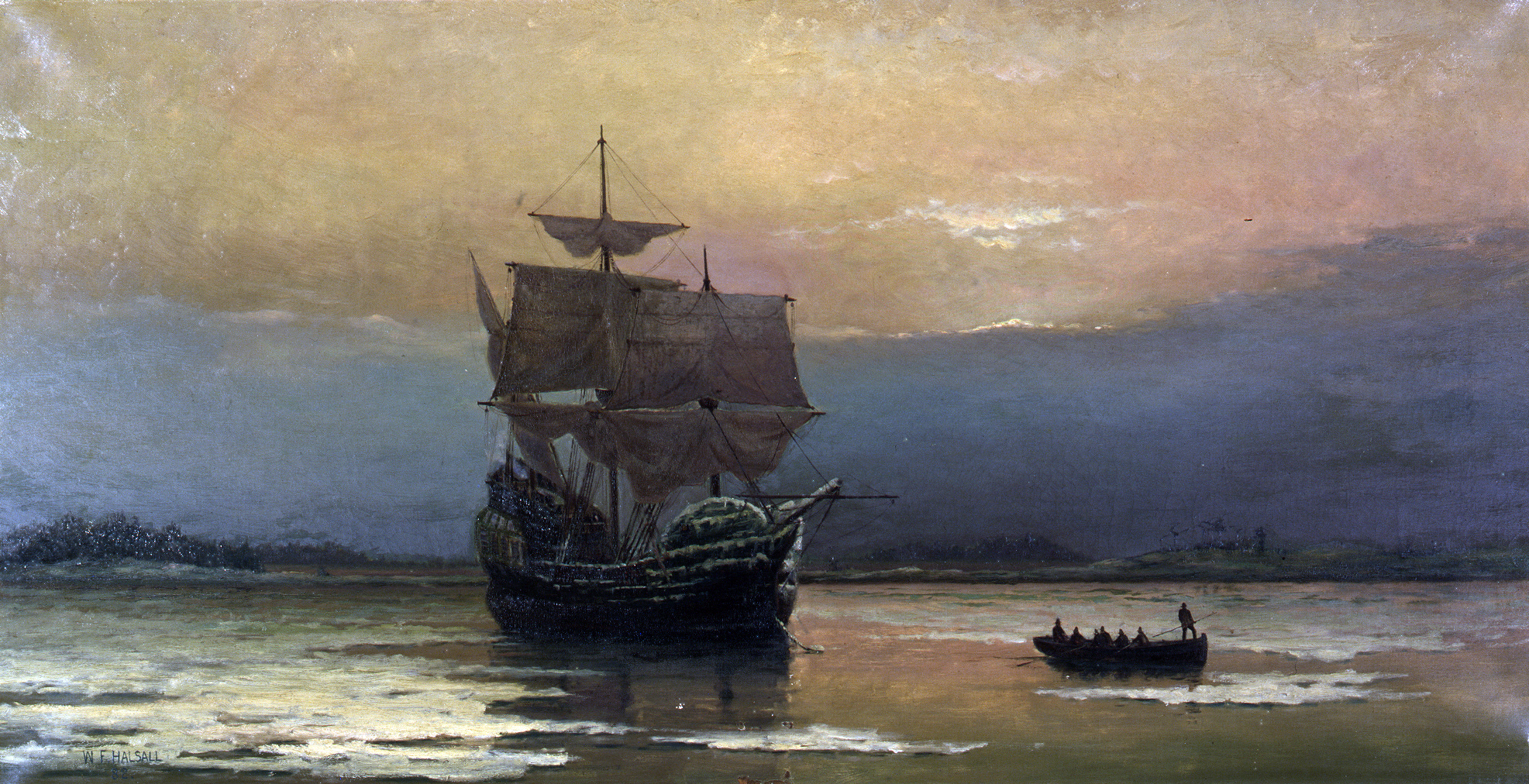
Båten Mayflower.

Massachusetts koloniserades först av engelsmän i början av 1600-talet och området förklarades som Commonwealth of Massachusetts under 1700-talet. Före den brittiska koloniseringen befolkades regionen av olika inhemska stammar. 

Massachusetts flagga

## Före britterna
De stammar som bodde i regionen före britternas ankomst var stammar i den algonkinska språkfamiljen som Wampanoag, Narragansett, Nipmuc, Pocomtuc, Mahican, and Massachusett.

## Det revolutionära Massachusetts: 1760-talet till 1780-talet

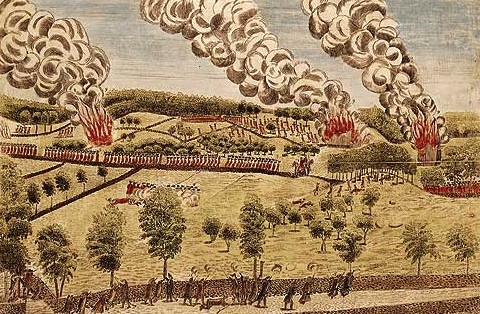
Percy's Rescue at Lexington av Ralph Earl och Amos Doolittle från 1775, en illustration av Slagen om Lexington och Concord.

Massachusetts var ett centrum för rörelsen för självständighet gentemot Storbritannien. 

### Fotnoter
1. ↑  Brown and Tager, pp. 6-7.